# Григорий Чухрай
Григорий Наумович Чухрай (на руски: Григорий Наумович Чухрай) е руски режисьор, сценарист. Член на КПСС от 1944 г. Заслужил деец на изкуствата на РСФСР през 1962 г. Народен артист на РСФСР през 1969 г. и на СССР през 1981 г. Носител е на Ленинска премия през 1962 г., на наградата Ника през 1993 г. в категория „Чест и достойнство“ и на множество ордени и медали.

## Биография
Григорий Чухрай е роден на 23 май 1921 г. в Мелитопол, тогава Украинска съветска социалистическа република. Когато е бил на една година родителите му се развеждат и той остава да живее с майка си Клавдия Петровна Чухрай. Тя се жени за Павел Антонович Литвиненко, който става негов втори баща. Истинският му баща е Наум Зиновиевич Рубинов, който е военнослужещ и умира през 1956 г. Чухрай се жени за Ираида Павловна Чухрай, която е преподавателка по руски език и литература. Имат син – Павел Григориевич Чухрай, роден през 1946 г., който също е кинорежисьор, и дъщеря Елена Григориевна Чухрай, родена през 1961 г.

## Филми
- Четиридесет и първият – 1956 г.;
- Балада за войника – 1959 г.;
- Чисто небе – 1961 г.;
- Живели старец и старица – 1965 г.;